# Абінгтон Тауншип (округ Монтгомері, Пенсільванія)
Абінгтон Тауншип (англ. Abington Township) — селище (англ. township) в США, в окрузі Монтгомері штату Пенсільванія. Населення — 58 502 особи (2020).

### Клімат
| Клімат : Абінгтон Тауншип    | Клімат : Абінгтон Тауншип | Клімат : Абінгтон Тауншип | Клімат : Абінгтон Тауншип | Клімат : Абінгтон Тауншип | Клімат : Абінгтон Тауншип | Клімат : Абінгтон Тауншип | Клімат : Абінгтон Тауншип | Клімат : Абінгтон Тауншип | Клімат : Абінгтон Тауншип | Клімат : Абінгтон Тауншип | Клімат : Абінгтон Тауншип | Клімат : Абінгтон Тауншип | Клімат : Абінгтон Тауншип |
| Показник                     | Січ.                      | Лют.                      | Бер.                      | Квіт.                     | Трав.                     | Черв.                     | Лип.                      | Серп.                     | Вер.                      | Жовт.                     | Лист.                     | Груд.                     | Рік                       |
| Середній максимум, °C        | 2,8                       | 5,6                       | 10,0                      | 16,7                      | 22,2                      | 27,2                      | 29,4                      | 28,9                      | 25,0                      | 18,3                      | 12,2                      | 6,1                       | 17,1                      |
| Середній мінімум, °C         | −6,1                      | 5,6                       | 0,0                       | 5,0                       | 10,6                      | 17,2                      | 19,4                      | 18,3                      | 13,3                      | 6,1                       | 1,1                       | −3,3                      | 7,3                       |
| Норма опадів, мм             | 87                        | 76                        | 110                       | 105                       | 111                       | 117                       | 128                       | 101                       | 115                       | 97                        | 100                       | 107                       | 1254                      |
| ---------------------------- | ------------------------- | ------------------------- | ------------------------- | ------------------------- | ------------------------- | ------------------------- | ------------------------- | ------------------------- | ------------------------- | ------------------------- | ------------------------- | ------------------------- | ------------------------- |
| Джерело: The Weather Channel |                           |                           |                           |                           |                           |                           |                           |                           |                           |                           |                           |                           |                           |

## Демографія
Згідно з переписом 2010 року, у селищі мешкало 55 310 осіб у 21 382 домогосподарствах у складі 14 781 родини. Було 22369 помешкань
Расовий склад населення:
| - 79,7 % — білих - 12,4 % — чорних або афроамериканців - 4,9 % — азіатів - 0,1 % — корінних американців |

До двох чи більше рас належало 2,1 %. Частка іспаномовних становила 3,2 % від усіх жителів.
За віковим діапазоном населення розподілялося таким чином: 22,2 % — особи молодші 18 років, 60,3 % — особи у віці 18—64 років, 17,5 % — особи у віці 65 років та старші. Медіана віку мешканця становила 42,8 року. На 100 осіб жіночої статі у селищі припадало 90,5 чоловіків;  на 100 жінок у віці від 18 років та старших — 86,7 чоловіків також старших 18 років.
Середній дохід на одне домашнє господарство  становив 102 589 доларів США (медіана — 77 014), а середній дохід на одну сім'ю — 118 678 доларів (медіана — 94 916). Медіана доходів становила 62 170 доларів для чоловіків та 51 130 доларів для жінок. За межею бідності перебувало 6,4 % осіб, у тому числі 6,9 % дітей у віці до 18 років та 5,1 % осіб у віці 65 років та старших.
Цивільне працевлаштоване населення становило 28 956 осіб. Основні галузі зайнятості: освіта, охорона здоров'я та соціальна допомога — 29,6 %, науковці, спеціалісти, менеджери — 13,2 %, роздрібна торгівля — 10,8 %, фінанси, страхування та нерухомість — 9,3 %.